# Нижній Починок (Опаринський район)
Нижній Почи́нок (рос. Нижний Починок) — присілок у складі Опарінського району Кіровської області, Росія. Входить до складу Річного сільського поселення.
Населення становить 9 осіб (2010, 6 у 2002).
Національний склад станом на 2002 рік — росіяни 100 %.